# Anna Strand
Anna Strand, född 1979, är en svensk konstnär som huvudsakligen arbetar med fotografi och text.  
Strand har sina verk utforskar hon bildens, jagets och verklighetens gränser. Genom språklekar och metareferenser får hon betraktaren att ifrågasätta det man ser i bild, men också det som sker bortom bilden – tankar kring tid och rum, makt och seende.

## Biografi
Strand är född i Lund, verksam i Göteborg och utbildad vid Högskolan för fotografi  i Göteborg, där hon tog masterexamen 2008. Hon har ställt ut på bl.a. Artipelag  (2014), KRETS  (2017/2013), Peter Lav Gallery  (2016/2013/2011), Malmö Konsthall  (2010), Landskrona museum (2010) och Galleri Ping Pong  (2016/2009/2007).

## Stipendier och representation
Strand har tilldelats en rad stipendier och priser, däribland Robert Frank-stipendiet (2005), Svenska fotobokpriset (2014) och Konstnärsnämndens ettåriga och tvååriga arbetsstipendium (2018/2013/2009). Våren 2012 erhöll hon en ateljévistelse i Japan (Akiyoshidai International Art Village, Yamaguchi).
Hennes konst finns representerad hos Statens konstråd , Hasselblad Center , Region Skåne , Göteborgs konstmuseum och Landskrona museum . 